# Ranunculus amplexicaulis
Renoncule amplexicaule, Renoncule à feuilles embrassantes
Espèce
La Renoncule amplexicaule ou Renoncule à feuilles embrassantes (Ranunculus amplexicaulis) est une espèce de plantes à fleurs de la famille des Renonculacées.